# Zahara
Zahara è un comune spagnolo di 1 499 abitanti situato nella comunità autonoma dell'Andalusia.

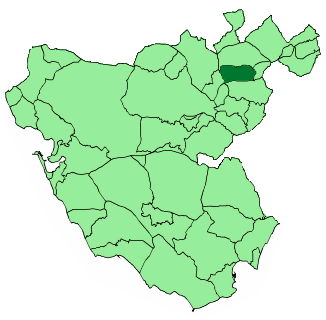
Mappa del comune nella provincia

## Geografia fisica
Parte del territorio comunale è occupato dal lago di Zahara, costruito sul fiume Guadalete.